# 雷·额尔德尼
雷·额尔德尼（1948年12月—），男，蒙古族，内蒙古达拉特旗人，中华人民共和国政治人物，第十一届全国人民代表大会内蒙古地区代表。毕业于中央党校世界经济专业。

## 生平
1969年至1970年间在内蒙古自治区伊克昭盟第二中学师范班学习。1970年至1980年间为内蒙古自治区杭锦旗小学、中学教师。1976年加入中国共产党。1980年后，历任伊克昭盟教育处副科长、副处长、伊克昭盟行署副秘书长、乌审旗旗委书记。1995年7月，担任伊克昭盟副盟长；次年升任盟长。1999年，担任内蒙古自治区发展计划委员会主任；2003年，担任内蒙古自治区人民政府副主席。2008年，担任内蒙古自治区人大常委会副主任、党组副书记。同年担任全国人大代表。